# サンデーミュージックアワー 浦川泰幸の気分はトレンディ!
サンデーミュージックアワー 浦川泰幸の気分はトレンディ!（サンデーミュージックアワー うらかわやすゆきの きぶんはトレンディ!）は、朝日放送ラジオ（ABCラジオ）の音楽番組。2008年7月13日放送開始。なお、プロ野球阪神タイガースのデーゲームの多い春季（4 - 6月期）は中断していた。
リスナーからのリクエストも参考にしながら、担当パーソナリティが子ども時代・青年時代を過ごした時期でもある、1980年代・1990年代の邦楽を選曲して流す。番組タイトルは、1990年代初頭当時にトレンディドラマが流行していたことからヒントを得て名付けられている。
なお、浦川が朝日放送テレビ（ABCテレビ）の看板番組『おはよう朝日です』の司会に抜擢された2010年4月以降は、当番組に替わって『日曜さくらい倶楽部』が放送された。

## 放送時間
2008年7月、夏場を迎えて阪神戦がナイター主体になるのに合わせ放送開始。当初は、日曜日14:00-17:00の放送だった。2008年秋改編により開始時間が30分早まり、日曜日13:30からの放送へと拡大した。
しかしプロ野球シーズンとなりデーゲーム中継が始まるため、2009年3月22日の放送を最後に一旦終了し、中継対応枠である『楠淳生のABCフレッシュアップボックス』に枠を譲った。だが、やはり阪神戦がナイター主体になる夏場を迎え、同年6月28日より元の時間帯で再開されることになった。従って、夏季から冬季にかけての9ヶ月間の限定放送という形になっている。
2008年度
- 2008年7月13日-2008年9月28日：日曜日 14:00-17:00
- 2008年10月5日-2009年3月22日：日曜日 13:30-17:00

2009年度
- 2009年6月28日-2009年9月6日：日曜日 13:30-17:00
- 2009年9月13日-2010年3月21日：日曜日 13:30-16:50

## 出演者
- 浦川泰幸（朝日放送アナウンサー）
- 河島あみる（松竹芸能所属タレント）
- 清水理恵子（河島の産休に伴い2010年1月10日-2010年3月14日の放送を担当）

## コーナー
- あのころこれがトレンディ - 1980年代・1990年代の流行を振り返るコーナー。
- 僕は見てましぇーん - 1990年代初頭のトレンディドラマを振り返るコーナー。
- ミュージックタイムマシーン - 1980年代・1990年代当時のヒット曲リクエストランキングを振り返り、ランキングに沿って曲をかける。
- 窓際のヒットちゃん - 名曲の陰に隠れたヒット曲にスポットを当てる。
- チラシでクッキング - チラシから生活情報を紹介。
- なるほど・ザ・ニュース - 浦川泰幸がニュースを解説する。
- あみるのこだわりトレンディ -  河島あみるが選曲した曲を流す。
- ABC天気予報（旧：トヨタ街かどお天気交差点）
- ABC朝日ニュース
- 競馬中継 - その日の中央競馬のGI・GII級のメインレースを中継する。関東のGIレースの場合はTBSラジオ『爆笑問題の日曜サンデー』内の中継を同時ネット。
- いい夢旅気分 - 飛行機をはじめ乗り物好きの浦川が、時刻表と地図などで調べた情報だけを基に架空の旅行を紹介するコーナー。タイトルはテレビ東京『いい旅・夢気分』のパロディー。JRN・JNN加盟局所属（ABCはJRN加盟局扱い）の優秀なアナウンサーを表彰するアノンシスト賞では、2009年度（第35回）のラジオフリートーク部門の選考において、同年12月13日放送分の当コーナーでトワイライトエクスプレスを取り上げた際の浦川のトークを高く評価。その結果、浦川が同部門の最優秀賞に選ばれた。その後、番組終了から10年半後の2020年10月から浦川がメインパーソナリティとして開始され、同じく朝日放送ラジオ（ABCラジオ）で放送されているワイド番組『ウラのウラまで浦川です』で火曜日のコーナーとして復活したが、当時の内容とは大きく変更されて実施されている。